# Blera
Blera é uma comuna italiana da região do Lácio, província de Viterbo, com cerca de 3.208 (Cens. 2001) habitantes. Estende-se por uma área de 92,78 km², tendo uma densidade populacional de 34,58 hab/km². Faz fronteira com Barbarano Romano, Canale Monterano (RM), Monte Romano, Tolfa (RM), Vejano, Vetralla, Villa San Giovanni in Tuscia.
É a cidade natal do papa Sabiniano.

## Demografia
| Variação demográfica do município entre 1861 e 2011                               |
|                                                                                   |
| Fonte: Istituto Nazionale di Statistica (ISTAT) - Elaboração gráfica da Wikipedia |